# カールハインツ・ツェラー
カールハインツ・ツェラー（Karlheinz Zöller, 1928年8月24日 - 2005年7月29日）は、ドイツのフルート奏者。ベルリン・フィルハーモニー管弦楽団首席フルート奏者を務めた。

## 人物・来歴
1928年、ヴァイマル共和国ラインラント＝プファルツ州ヘール＝グレンツハウゼン生まれ。フランクフルト音楽大学で学び、1945年に17歳でフランクフルト歌劇場管弦楽団の奏者となった。その後、デトモルト音楽アカデミーでクルト・レーデルに学んだ。1950年に北西ドイツ・フィルハーモニー管弦楽団、1952年西部ドイツ放送交響楽団フルート奏者となる。
オーレル・ニコレの後任として、1960年から1969年までと1975年から1993年までベルリン・フィルハーモニー管弦楽団の首席フルート奏者を務めた。中断していた期間の首席奏者はジェームズ・ゴールウェイである。1967年、ベルリン・フィルの南アメリカ演奏旅行中に交通事故に遭い、肋骨を折る重傷を負うが、教育・演奏活動に復帰した。
オーケストラ以外でも、オーボエのローター・コッホらとアンサンブル活動を行った。
教育者としては、1961年から1968年までベルリン音楽大学の講師および助教授、1968年から1985年までハンブルク音楽大学の教授、1985年から1998年までベルリン芸術大学教授を務めた。ハンブルク音楽大学では名教師といわれた妻ゲルトルートと共に教鞭をとった。門下にはアンドレアス・ブラウなどがいる。
来日も数多く、ベルリン・フィルのメンバーとしてのほか、特に1990年代にはソリストとして日本でもリサイタルなどを行った。
録音は、ベルリン・フィルとしてのもののほかにも、ソロおよびアンサンブルでバロックから現代音楽まで幅広い。
2005年7月29日、ベルリンにて没。